# Handico
Handico est une série d'animation, réalisée par Pauline Brunner et Maxime Gridelet et diffusée sur Lumni FR, plateforme éducative de France Télévisions. 
La série met en scène Will (héros de la série 2D animée Will, elle-même adaptée de la bande dessinée Schumi de Zidrou et E411), publiée par les Editions Paquet, et plonge le jeune téléspectateur dans un univers en stop-motion pour mieux expliquer ce que sont les handicaps.
La série a été diffusée sur Lumni, ainsi que sur la RTS.

## Synopsis
Will, 9 ans, a la vie de tous les enfants de son âge. A une différence près : il est en fauteuil roulant. Dans Handico, Will, héros d’une série éponyme, répond aux questions que se posent les enfants sur les handicaps.  
Dans la saison 1, il explique simplement, de manière imagée et poétique, l’autisme, la paraplégie, la trisomie, la malvoyance… Autant de mots et de maux auxquels les enfants peuvent être confrontés, et que la série leur permet de mieux comprendre.     
La saison 2 aborde les handicaps invisibles, comme les troubles du déficit de l’attention ou encore les maladies invalidantes telles que le diabète ou l’épilepsie. Des pathologies que les enfants sont susceptibles de connaître parce qu’ils en sont atteints ou que leurs proches le sont.  

## Crédit générique
- Réalisation : Pauline Brunner, Maxime Gridelet

- Bible littéraire : Virginie Boda, Jérôme Nougarolis

- Bible graphique : Pauline Brunner, Maxime Gridelet, Régis Vidal

- Sociétés de production : Cross River
- Producteur délégué : Jérôme Nougarolis

- Direction d’écriture : Virginie Boda, Marion Verlé
- Scénaristes : Marion Verlé, Virginie Boda, Jacob Henry, Marion Gallavardin, Olivier Bardy,  Nathalie Mars, Jean-Michel Mézy, Maud Garnier, Isabelle De Catalogne
- Médecins consultants : Laetitia Houx, Johanne Mensah, Christelle Pons, Clotilde Huzar

- Directrice de production : Laurence Barret
- Chargées de production : Déborah Da Cruz, Zoé Guiet
- Assistants de production : Jacob Henry, Lola Oval
- Direction des développements : Virginie Boda

- Administration de production : Michel Dutheil, Armelle Couprie

- Design storyboard, layout et montage : Pauline Brunner, Maxime Gridelet

- Animation et compositing : Samy Tichadou, Antoine Bieber (assistés de Léo Brinkmann)

- Chef opérateur : Elvis Gygi

- Musique : Michel Gouty, Editions Amour Passion

- Sound design et mixage : Badje Auditoriums
- Monteur modules réseaux sociaux : Gwenegann Barreau
- Ventes internationales : Superights

## Liste des épisodes

### Première saison (2019)
1. La Para-Tétraplégie
2. L'Autisme
3. La Malvoyance et la Non-Voyance
4. La Surdité
5. La Trisomie 21
6. Les Troubles DYS
7. Les Troubles Psychotiques
8. Les Malformations
9. La Myopathie
10. La Maladie des Os de Verre
11. La Mucoviscidose
12. Les Phobies

### Deuxième saison (2020)
1. Le Diabète
2. L'Epilepsie
3. La Boulimie et l'Anorexie
4. Les TDAH
5. Les TOC
6. La Dépression
7. L'Hémophilie
8. La Scoliose
9. L'Asthme
10. La Cardiopathie
11. Les Séquelles de la Prématurité
12. La Polyarthrite Rhumatoïde

## Personnages
- Will (VF : Sauvane Delanoë) : Paraplégique de naissance, Will est handicapé des membres inférieurs et en fauteuil. Cela ne l’empêche pas de vivre à 100 à l’heure. Malin, débrouillard, hyperactif, imaginatif, c’est un tchatcheur né. Curieux, passionné, touche-à-tout, il veut sans cesse comprendre, adore essayer de nouvelles choses et partager ce qu’il découvre. Il y a tellement de choses intéressantes à découvrir...
- La Main : Animée en stop-motion, La Main dessine, colle, froisse, coupe… Tout ce qui peut permettre de mieux comprendre le handicap raconté par Will.

## Projets Parallèles
- Will

Diffusion : France 4, Youtube.
Type : comédie
Format : 52x3' 
- Comme sur des roulettes

Des enfants en situation de handicap nous font découvrir leur vie, leurs loisirs, leur rêve...
Diffusion : France 4, France TV Education.
Type : série documentaire
Format : 11x6' 
- Will, la course (jeu)

Will, la course est un jeu conçu pour accompagner la série d'animation Will, diffusée sur Ludo. Destiné aux 6-10 ans, le programme raconte à hauteur d'enfant, le quotidien d'un jeune garçon de 9 ans en fauteuil. Le jeu propose un parcours sans fin, semé d'obstacles et visant à sensibiliser le jeune public à trois types de handicap : moteur, visuel et auditif.